# Cartuja de Valbona (Francia)

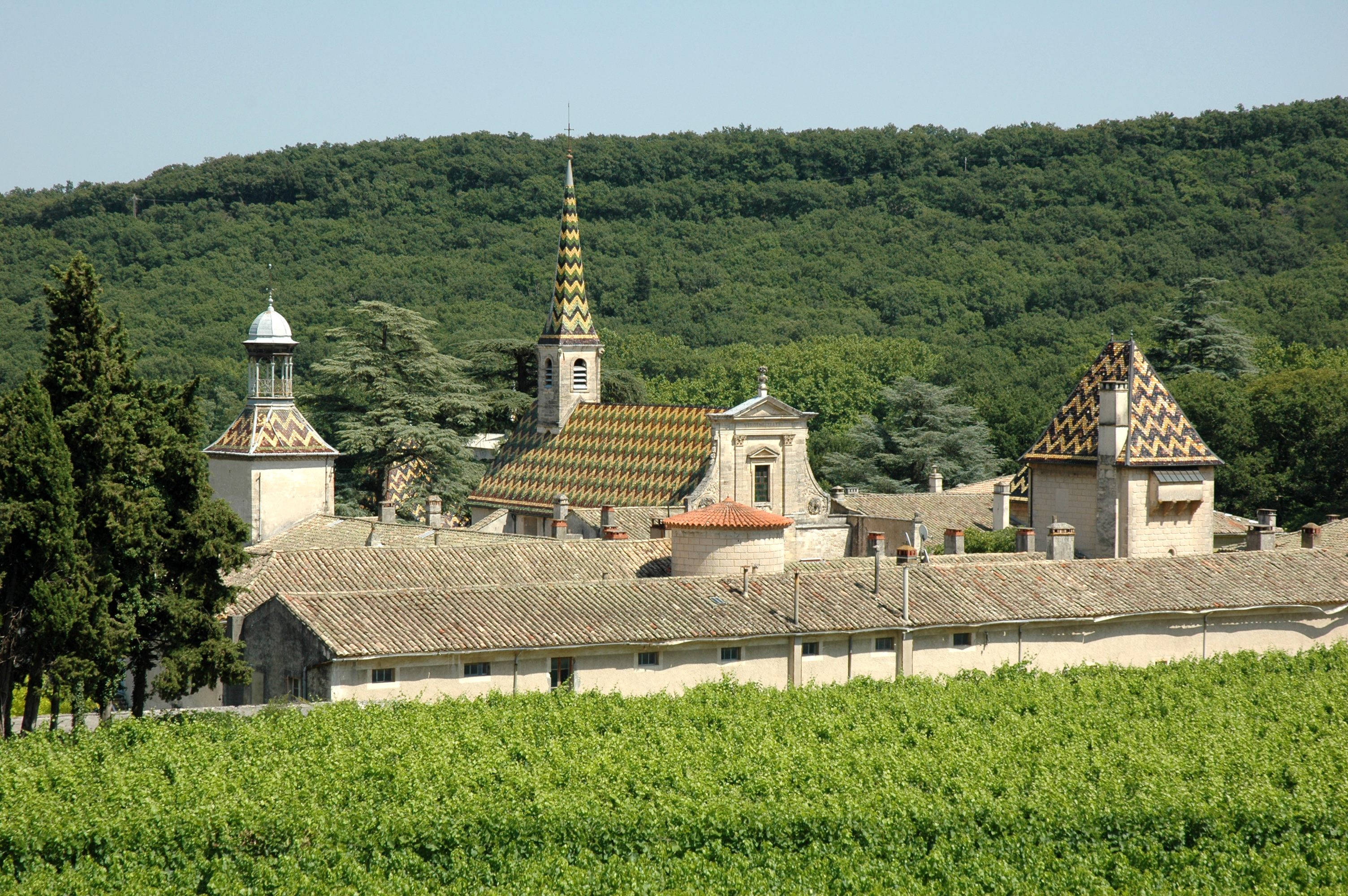
La cartuja de Valbonne (Valbona)

La antigua Cartuja de Valbona (Chartreuse de Valbonne) era un monasterio de monjes-eremitas de la Orden de los Cartujos. Fundado en el siglo XIII, se encuentra en el seno del bosque público de Valbonne, rico en variedad de especies mediterráneas, en el municipio de Saint-Paulet-de-Caisson, departamento de Gard (Languedoc-Rosellón). Contiene una iglesia conventual, un gran claustro (350 metros de perímetro), un claustro más pequeño (de inicios del siglo XIII) y varias capillas. Algunas de sus torres, el techo de la iglesia del monasterio y su campanario están cubiertos con azulejos de estilo borgoñón. Destaca la bóveda de la iglesia, de estereotomía compleja, obra de los hermanos Franque de Aviñón, arquitectos. El monasterio fue objeto de clasificación como monumento histórico en 1959 y 1974. 

## Historia
En el siglo X, "Notre-Dame de Bondilhon", un pequeño monasterio de religiosos benedictinos es construido en el valle que abrigará la futura cartuja, en el corazón de un macizo forestal. A fines del siglo XII los religiosos abandonan el monasterio por razones de seguridad (estaba muy aislado).
El obispo de Uzès, Guilhem de Vénéjan, atento al peligro que representa la experiencia de los herejes cátaros en los estados del conde de Toulouse, entra en relación con la orden de cartujos de San Bruno y les permite elevar, en 1204, un nuevo monasterio. Así se fundó, el 10 de febrero de 1204, la cuadragésima primera (41) casa de la Orden, en el territorio de Bondilhon. Una docena de monjes se establece en el valle, entonces tierras pantanosas, que sanean. Parte de la Cartuja actual se apoya en bóvedas construidas en aquellos tiempos. El lugar se transforma en  vallis bona  (buen valle), de donde viene el nombre: Valbonne (Valbona), que ya es fértil y habitable.
Las guerras de religión del siglo XVI, que asuelan Francia, también tuvieron sus repercusiones adversas en el monasterio. En 1585, la cartuja fue devastada, saqueada e incendiada. Cuatro siglos de archivos convertidos en humo. La Gran Cartuja (Grande Chartreuse) envió nuevos padres para restaurar y repoblar. Los trabajos comenzaron a principios 1593 y las celdas se volvieron a ocupar diez años más tarde. El enérgico prior, François Laurent, consigue el retorno de la vida conventual regular al monasterio. El gran claustro y la portada de entrada son de entonces. Los trabajos de restauración se alargan y la nueva iglesia se eleva entre 1770 y 1780. 

Las distintas indumentarias de los cartujos
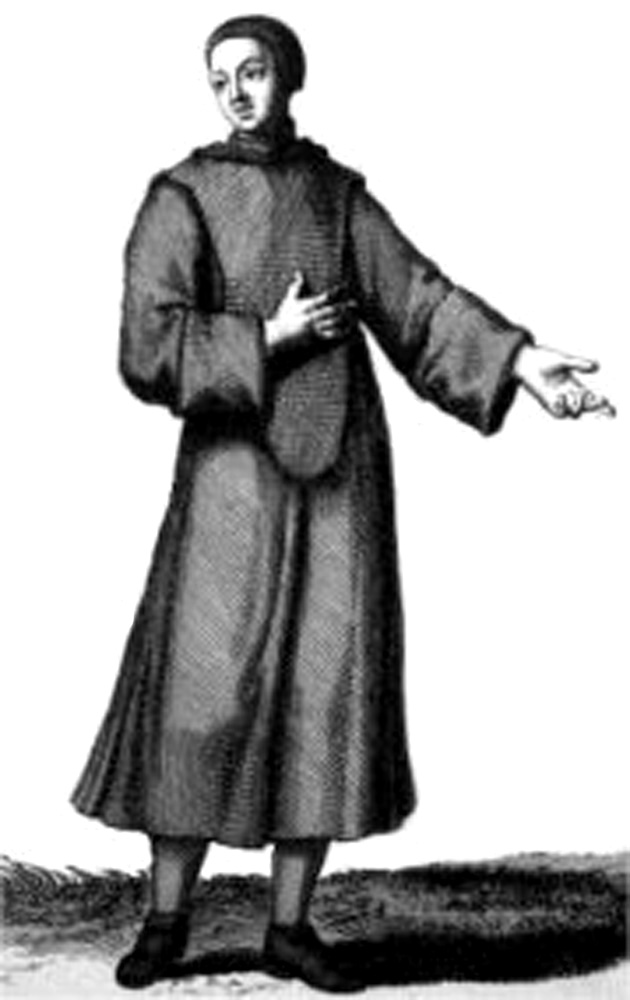
Hermano donante
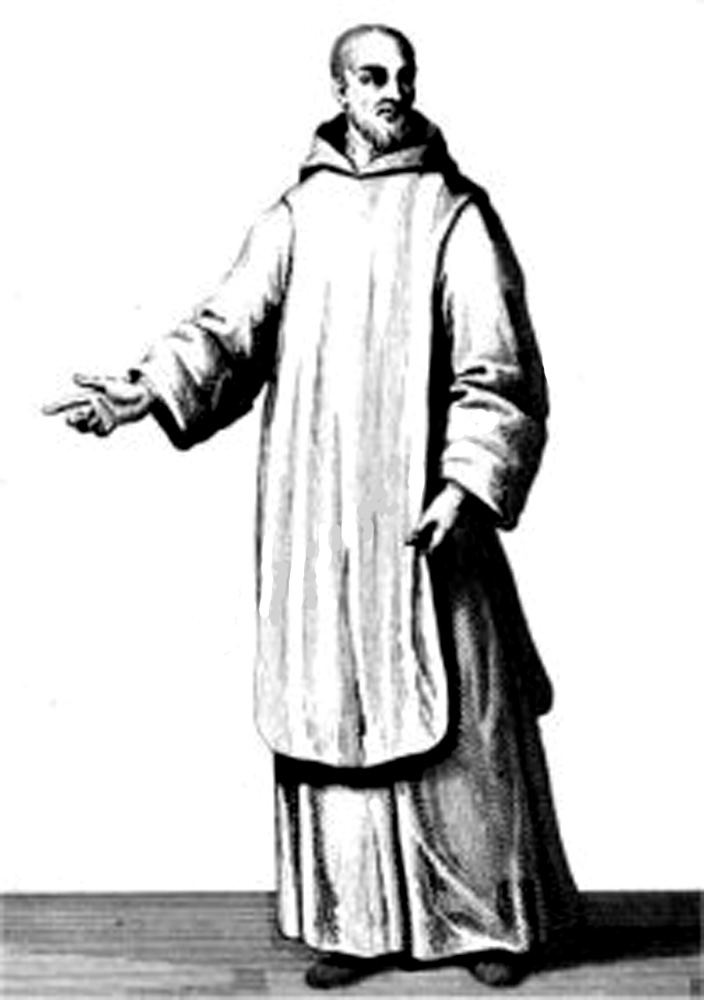
Hermano converso
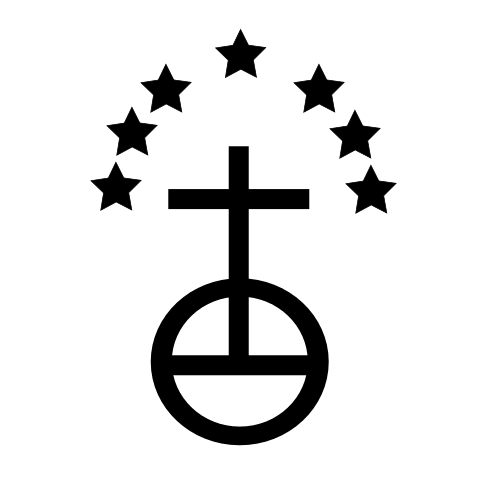
Símbolo de los cartujos
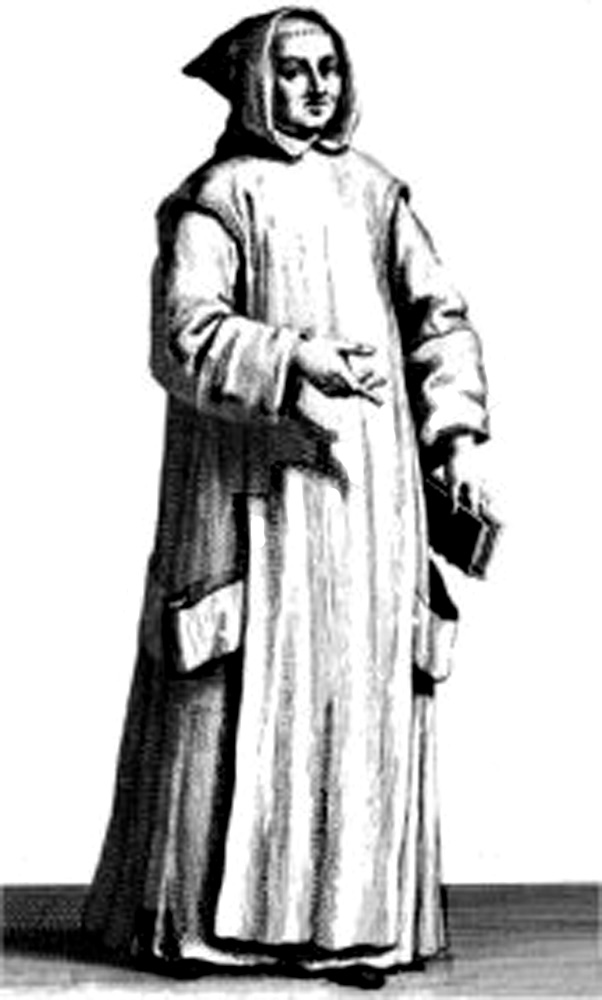
Hábito ordinario
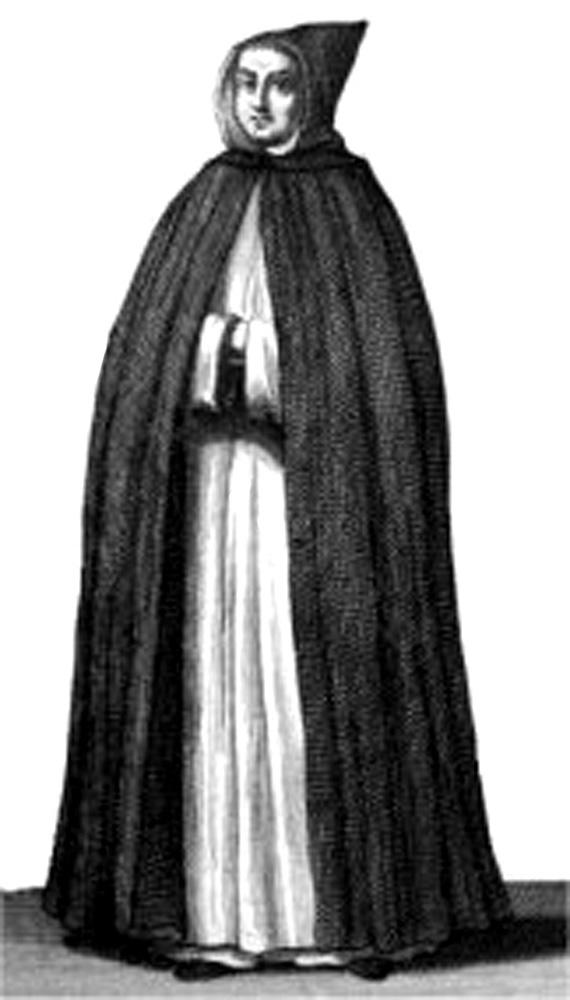
Hábito de calle

El decreto de 13 de febrero de 1790, que suprime el clero regular (las órdenes religiosas) obliga a marchar a los cartujos. El 1 de octubre de 1790, el último padre cartujo deja Valbonne, que ya es propiedad del Estado.
En 1806, Napoléon entrega la cartuja en ruinas, y los dominios dependientes de ella, al hospicio de Pont-Saint-Esprit para así compensar la atención que el hospicio había dado a los soldados enfermos. Inutilizable para hospicio, todo se vende en subasta. El 28 de enero de 1836, los cartujos recuperan la posesión del lugar comprándolo por 65.300 francos. En 1862, está habitada por 22 monjes.
Por la ley aprobada en 1901 de nuevo han de marchar los cartujos. En 1907 en Uzès, el estado subasta la Cartuja. Jean-Claude Farigoule, empresario industrial de Calais, se la queda por 35.000 francos. Desde el 1 de enero de 1915, en plena Guerra Mundial, Farigoule arrienda los locales al Ejército que los usa como centro de formación y entrenamiento de los jóvenes reclutas de la región. La cartuja albergará hasta 600 hombres en sus edificios hasta el final de la guerra. A la muerte de Farigoule, todo se subasta en Pont-Saint-Esprit.
El pastor protestante Philadelphe Delord, único comprador presente, adquiere la cartuja y sus dominios de 40 hectáreas por 300 000 francos. En 1929 lo acondiciona para residencia de leprosos (lazareto), que atiende hasta un máximo de 400 pacientes. La obra de la leprosería de Valbonne es sostenida por la generosidad de Marthe North-Siegfried (1866-1939), fundadora de la Cruz Roja alsaciana. En Estrasburgo, crea un comité de donaciones tanto en especie como en efectivo. Ella es la vicepresidenta. Conjuntamente con el Sr. Dormoy, el director de la leprosería, puso en marcha varias campañas de donaciones hasta su muerte en 1939. 
El monasterio es hoy un lugar turístico: se pueden visitar algunos de sus edificios, los bosques que lo circundan y sus viñedos.

## Personnalidades relacionadas con la cartuja
- Guillem de Vénéjan cede en 1204 a los cartujanos el dominio donde se construirá la Chartreuse de Valbonne. Ahí termina sus días. Una sencilla lápida de 2 x 0,5 m, encastrada en el muro, señala su posible sepultura.

- Raymond Rascas d'Uzès (1163-1209), benefactor de la Cartuja[6]

- François Laurent, monje de la Gran Cartuja, es el prior cartujano de Valbona de 1634 a 1650, que reconstruye el monasterio.

- Jean-Claude Farigoule, empresario industrial de Calais, propietario de la cartuja de Valbona de 1907 à 1926.

- Philadelphe Delord (2-12-1869). Pastor protestante, es enviado en 1897 a la isla de Maré en Nueva Caledonia para evangelizar a los nativos.[7] Descubrió los estragos de la lepra y decide a su regreso a Francia en 1910 consagrarse. En 1926, adquiere la cartuja que convierte en refugio para leprosos desde 1929. El mismo año crea la Asociación de Socorro para las Víctimas de Enfermedades Tropicales (ASVMT)[8][9] que será la propietaria de la cartuja. Murió el 24 de noviembre de 1947, y está enterrado en el gran claustro.[10][11]

## Anécdotas
- La cartuja conserva un zapato de San Malaquías, arzobispo en el siglo XII.[12]
- En 1802, se instala una fábrica de vidrio usando arena procedente de la zona.[13]
- Louis Barbat, el verdugo de Cayena está enterrado en el cementerio contiguo a la Cartuja.[14]
- Las celdas de los monjes están nominadas con las letras de la A a la Y (salvo la Q, letra que no se usó).

## Galería

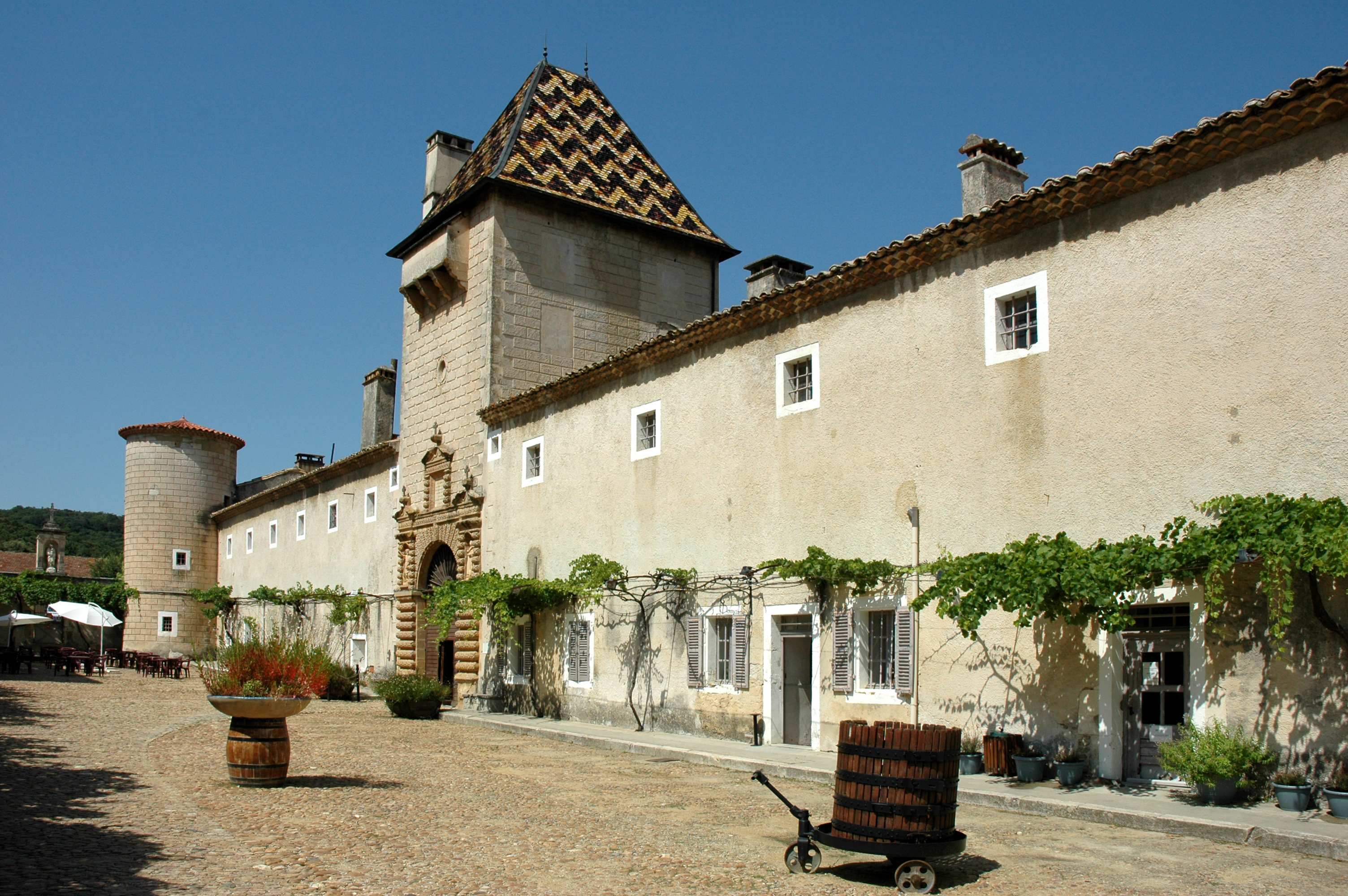
Exterior
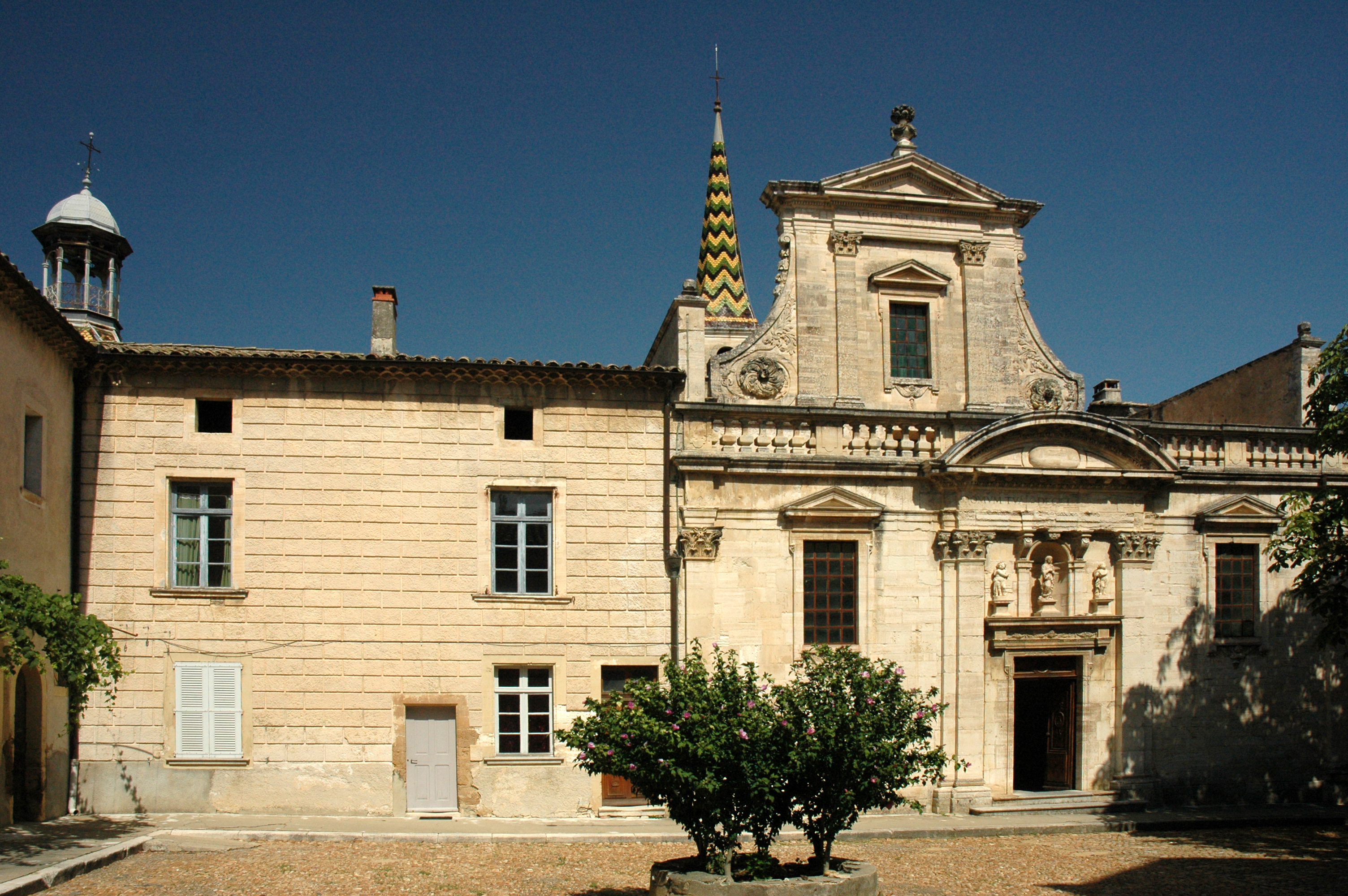
Fachada principal
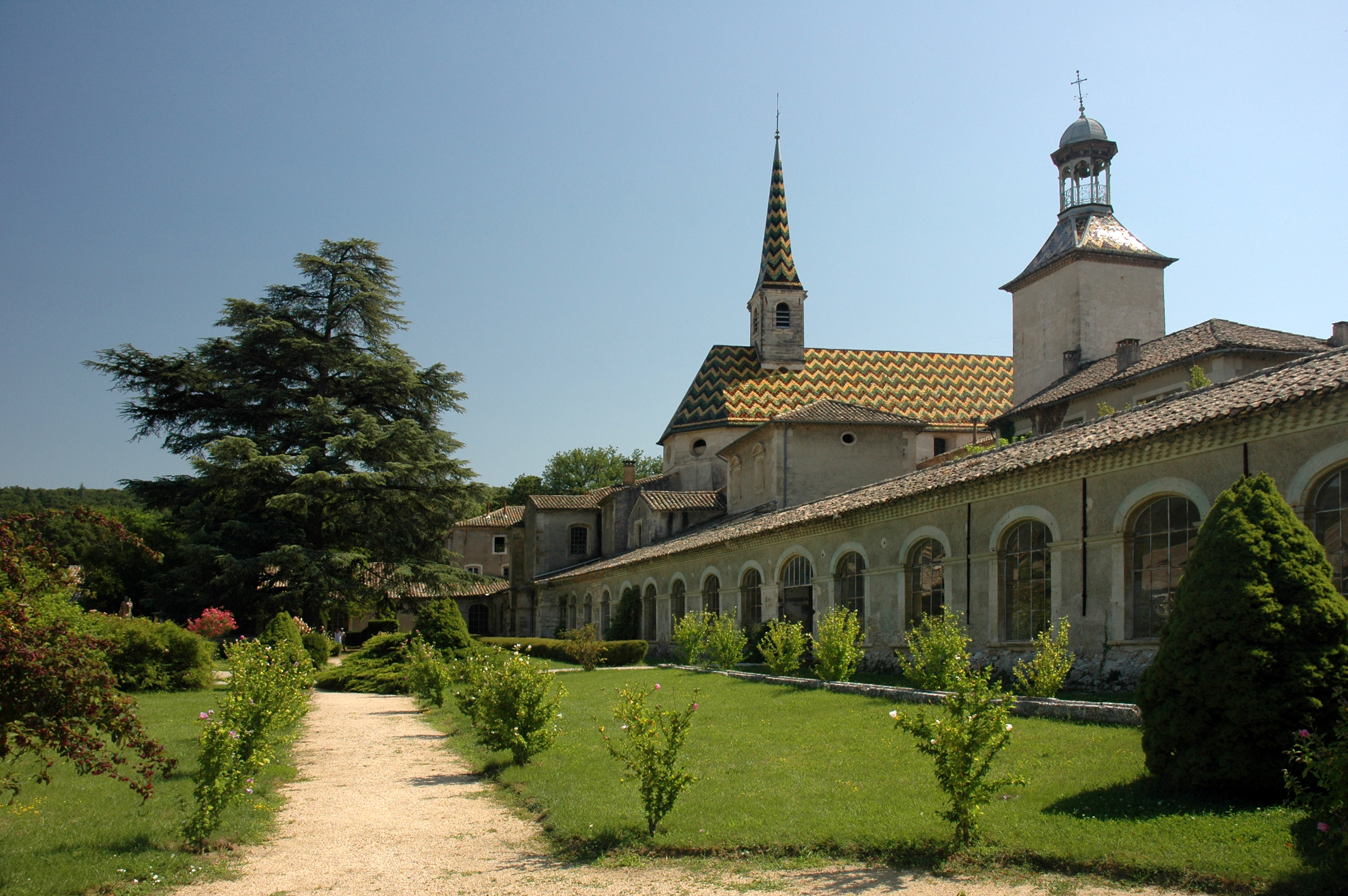
Jardin del gran claustro
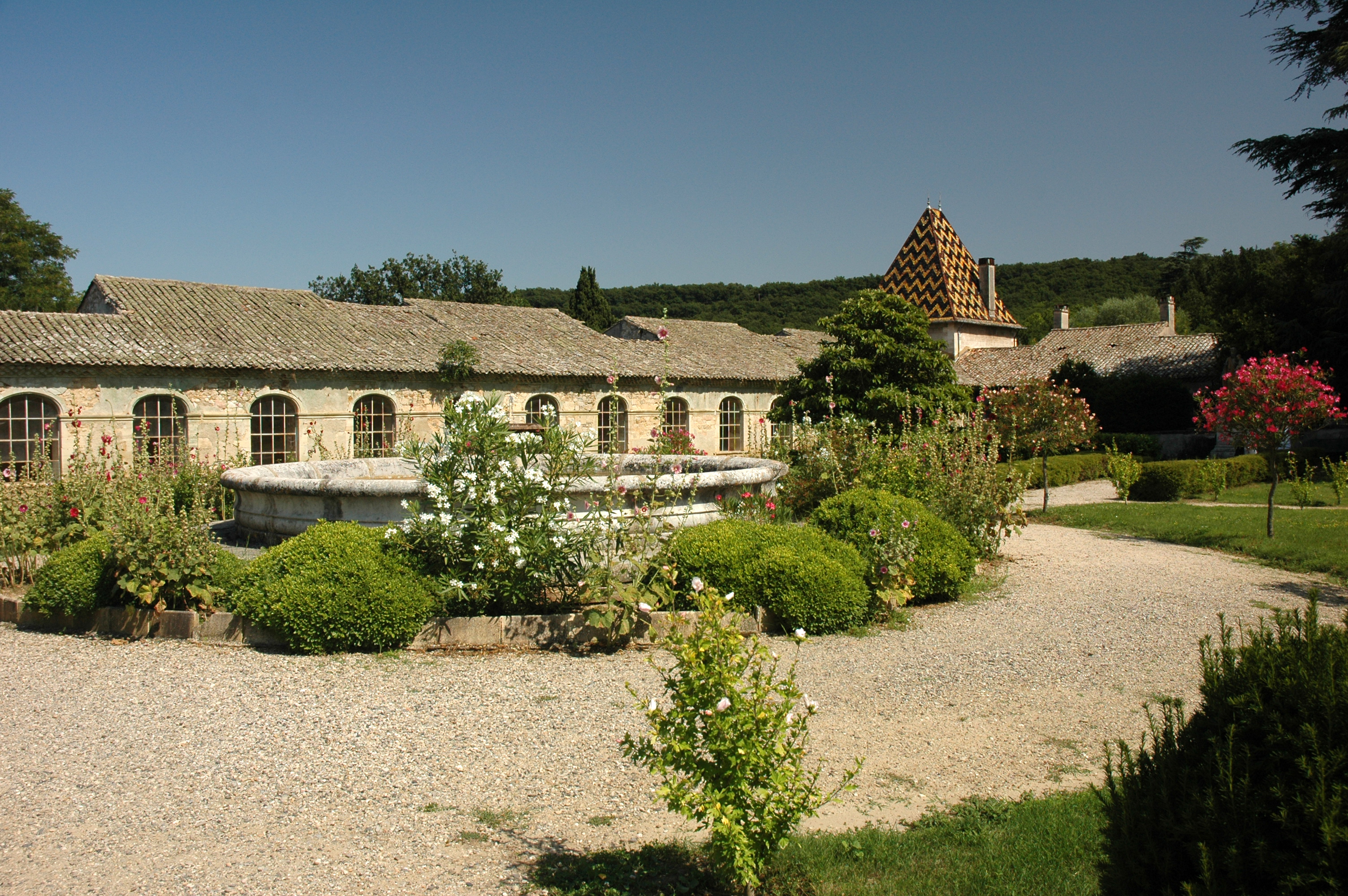
Jardin del gran claustro
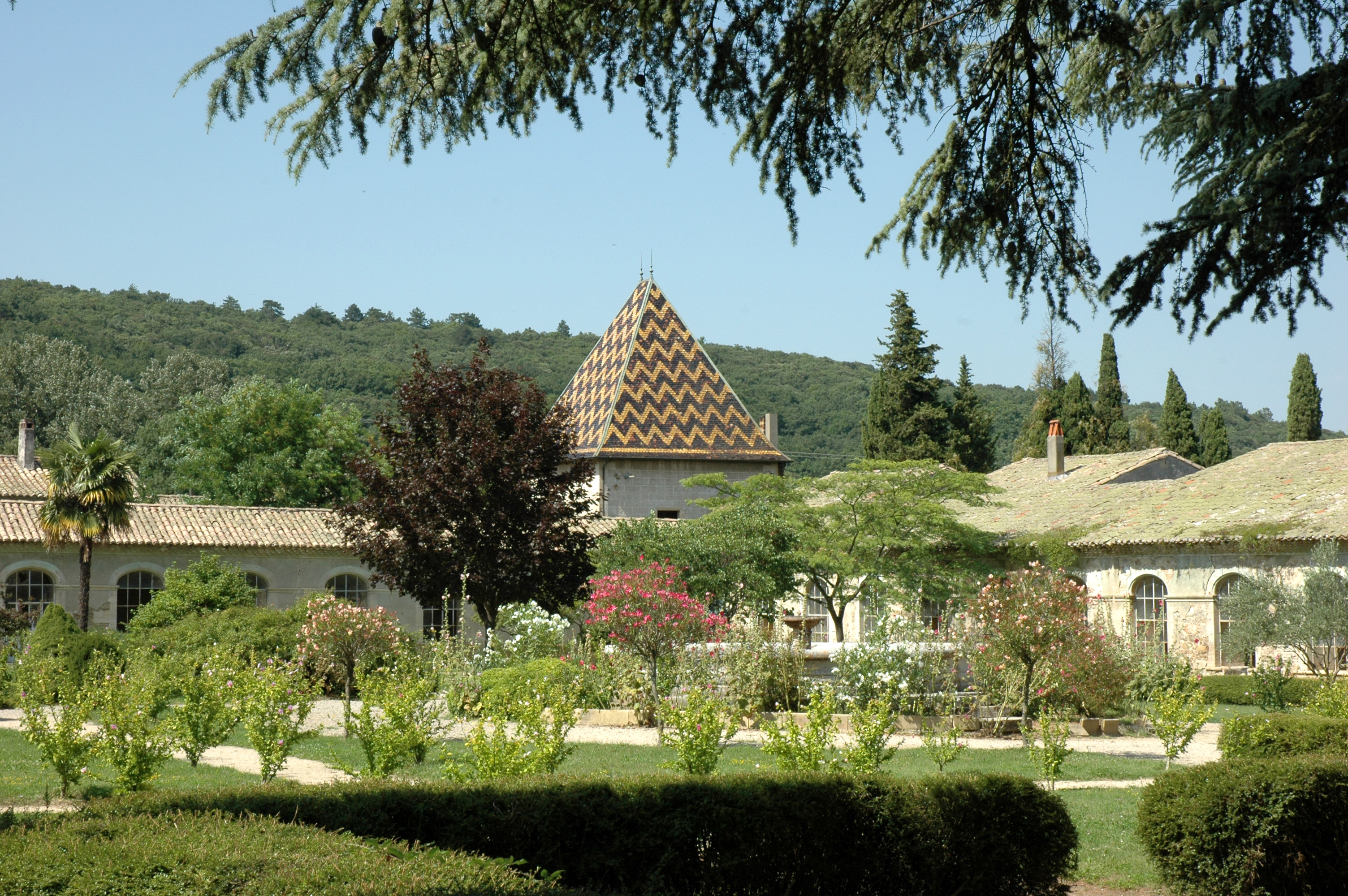
Jardin del gran claustro
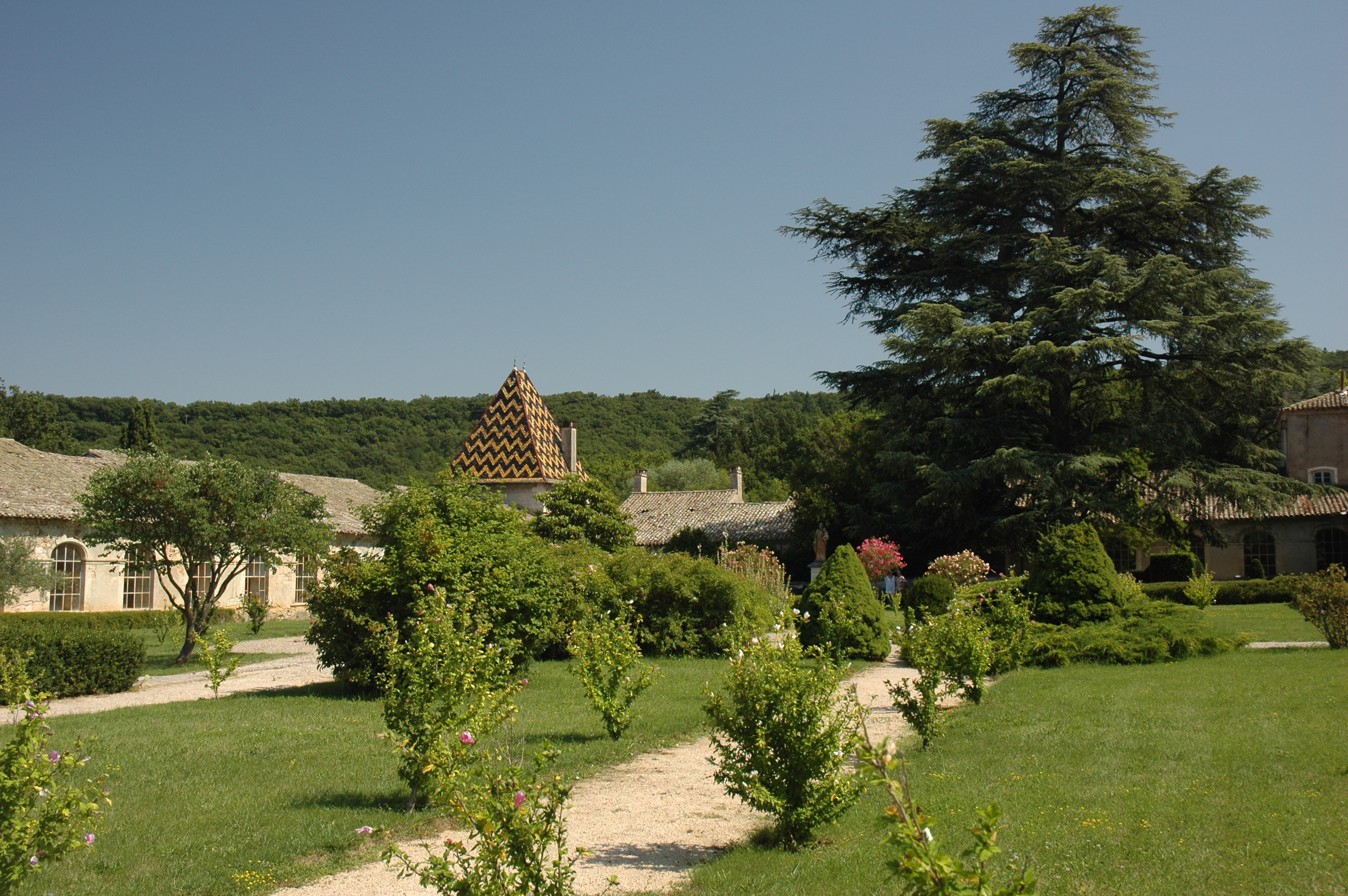
Jardin del gran claustro
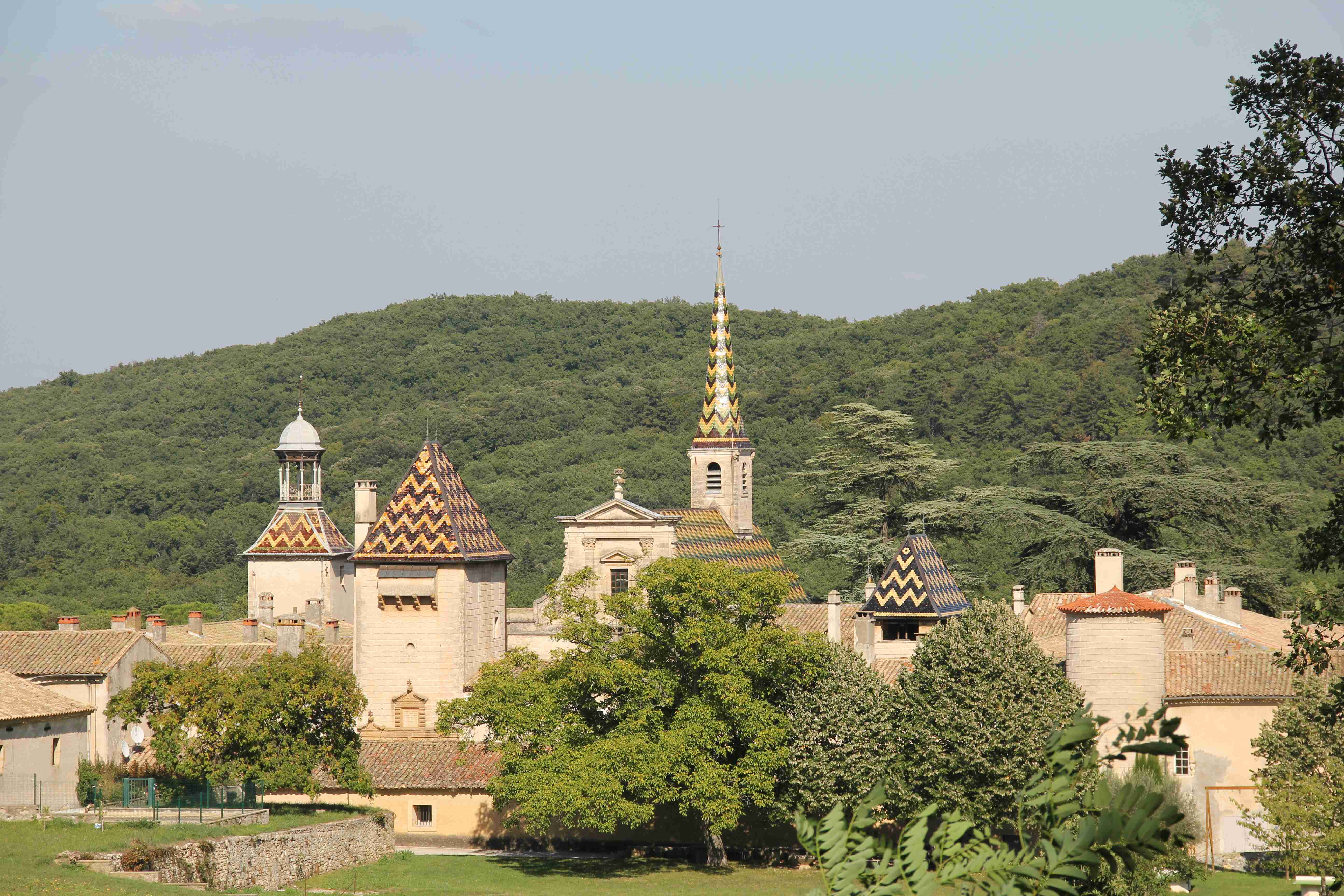
Vista sur
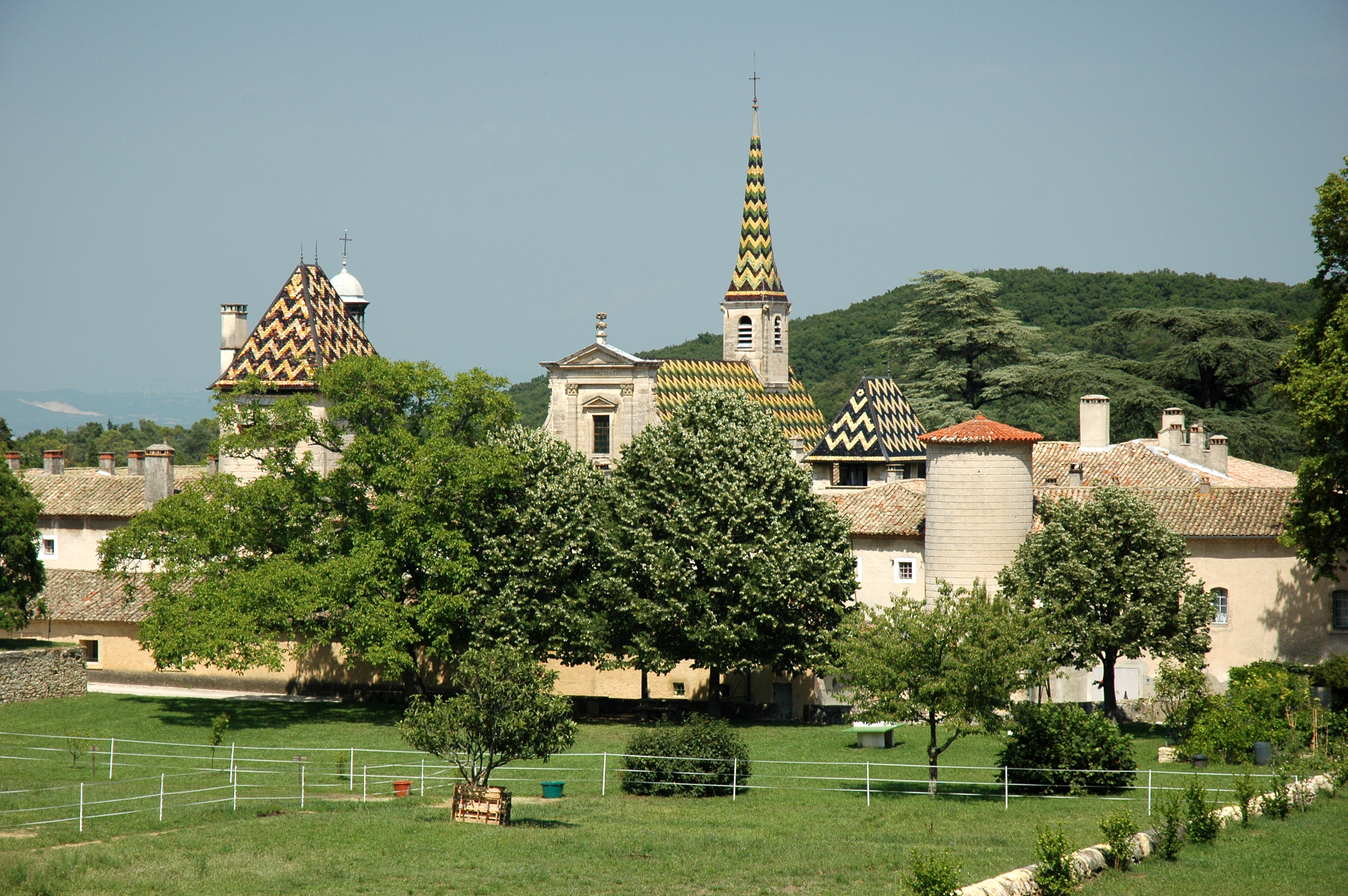
Vista sur